# Brøðrasamkoman

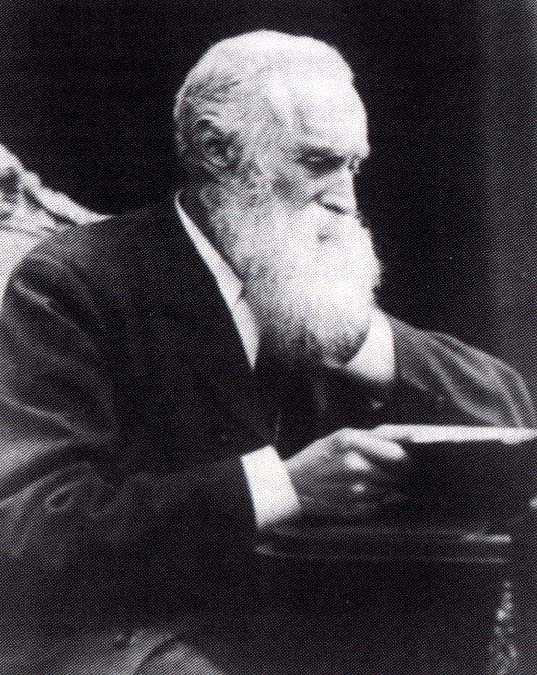
William Gibson Sloan

Brøðrasamkoman (brödraförsamlingen) är det största färöiska trossamfundet, vid sidan av folkkyrkan.
Antalet anhängare uppskattas till drygt 10 % av befolkningen, ungefär lika många som Heimamissiónin, den andra stora väckelserörelsen i Färöarna.

## Historia
Brödraförsamlingen, eller Plymouthbröderna som man ofta kallas av utomstående, är en internationell kristen rörelse med rötter i väckelserörelser på de brittiska öarna under 1820-talet.
På 1860-talet kom den skotske kolportören William G Sloan till Färöarna med denna förkunnelse. Han reste mellan öarna, gick mellan de olika bygderna och höll friluftsmöten.
1879 bosatte Sloan sig på Färöarna och lät bygga Salen vid Tinghúsvegin (i dagligt tal kallad 
"Sloans salur"), där han omgående började hålla regelbundna väckelsemöten.
1880 blev ett genombrottsår för Sloan. Då började han hålla söndagsskola i salen. Brøðrasamkomans söndagsskola i Tórshavn är fortfarande verksam, som öarnas äldsta.
Den 31 oktober döptes Andrias Isaksen i Eystaruvág, en strand i utkanten av Tórshavn.
En kort tid efteråt döptes även hans syster Elsebeth (som året därpå blev Sloans fru) och Hans Joensen.
Den 28 november firades för första gången nattvard i mötessalen och detta datum räknas som brödraförsamlingens födelsedag på Färöarna. 
Den unga församlingen blev omgående föremål för starkt motstånd. Kyrkoherden i Tórshavn, Ewaldsen höll en serie offentliga föreläsningar i tingshuset där han varnade folket för Sloan och hans "baptister". Präster och andra lutheraner varnade för "sekten" i insändare i tidningen. Satiriska dikter spreds och Sloans möten på olika platser stördes ofta av pöbeln.
Detta till trots växte församlingen sakta men säkert, snart hade man växt ur "salen" och 1905 byggdes en ny gudstjänstlokal, Ebenezer i Tórshavn.
Rörelsen spreds över öarna och idag finns ett 30-tal församlingar med egna kapell runt om i Färöarna.
Man samlas årligen till landsomfattande mötesserier i Tórshavn och Klaksvik.

## Församlingar
- Berøa, Runavík
- Betania, Porkeri
- Betania, Sumba
- Betesda, Klaksvík[1]
- Bethel, Vágur
- Bet-Kar, Ljósá
- Ebenezer, Tórshavn[2]
- Elim, Søldarfjørður
- Filadelfia, Gøtu[3]
- Gideon, Vestmanna
- Hebron, Argir [4]
- Hebron, Leirvík[5]
- Hermon, Norðdepli
- Kedron, Sørvág
- Lívdin, Hoyvík[6]
- Malta, Mikladalur
- Mizpa, Eiði
- Nazaret, Kaldbak[7]
- Nebo, Toftir
- Nerija, Skála
- Salem, Tvøroyri
- Salurin, Kirkja
- Salurin, Kunoy
- Samkoman i Marknagil, Tórshavn
- Saron, Viðareiði
- Siloa, Fuglafjørður[8]
- Smyrna, Svínoy
- Vitnið, Hvalba
- Zion, Kollafjørður
- Zion, Sandur

## Lära
Brödraförsamlingen saknar skrivna trosbekännelser utan erkänner endast Bibeln som auktoritet rörande liv och lära. Rörelsens förkunnelse står dock i samklang med den apostoliska trosbekännelsen. 
Eftersom man är den första och största kristna rörelse på Färöarna som praktiserar troendedop genom nedsänkning, så har man ofta i folkmun blivit kallade för "baptisterna".
Man är prinicipiella motståndare till alla former av medlemsregister eller central organisation. Brøðrasamkoman har därför inte ansökt om att godkännas som registrerat trossamfund och saknar vigselrätt. Brödraförsamlingen är en lekmannarörelse, man har inga pastorer eller andra anställda. Varje lokal församling är helt självständig, men inte heller de är i regel registrerade som juridiska personer. De olika kyrkolokalerna ägs därför av lokala byggnadsföreningar runt om i landet.